# 神奈川県道28号本町山中線

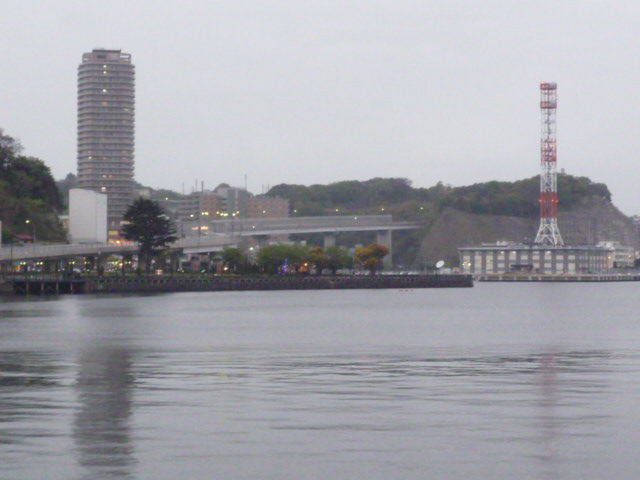
神奈川県道28号本町山中線

神奈川県道28号本町山中線（かながわけんどう28ごう ほんちょうやまなかせん）は、神奈川県横須賀市の国道16号から、同市の横浜横須賀道路・横須賀ICに至る県道（主要地方道）である。都市計画法に基づく都市計画道路としての名称は「横須賀都市計画道路1・6・1号本町山中線」である。
国道16号との接続部付近を除く、大半の区間が自動車専用道路に指定されており、歩行者・自転車・排気量125 cc以下の二輪車は通行できない。自動車専用道路区間はかつて本町山中有料道路（ほんちょうやまなかゆうりょうどうろ）として、神奈川県道路公社が管理する有料道路となっていたが、2022年（令和4年）3月21日に無料開放された。

## 概要

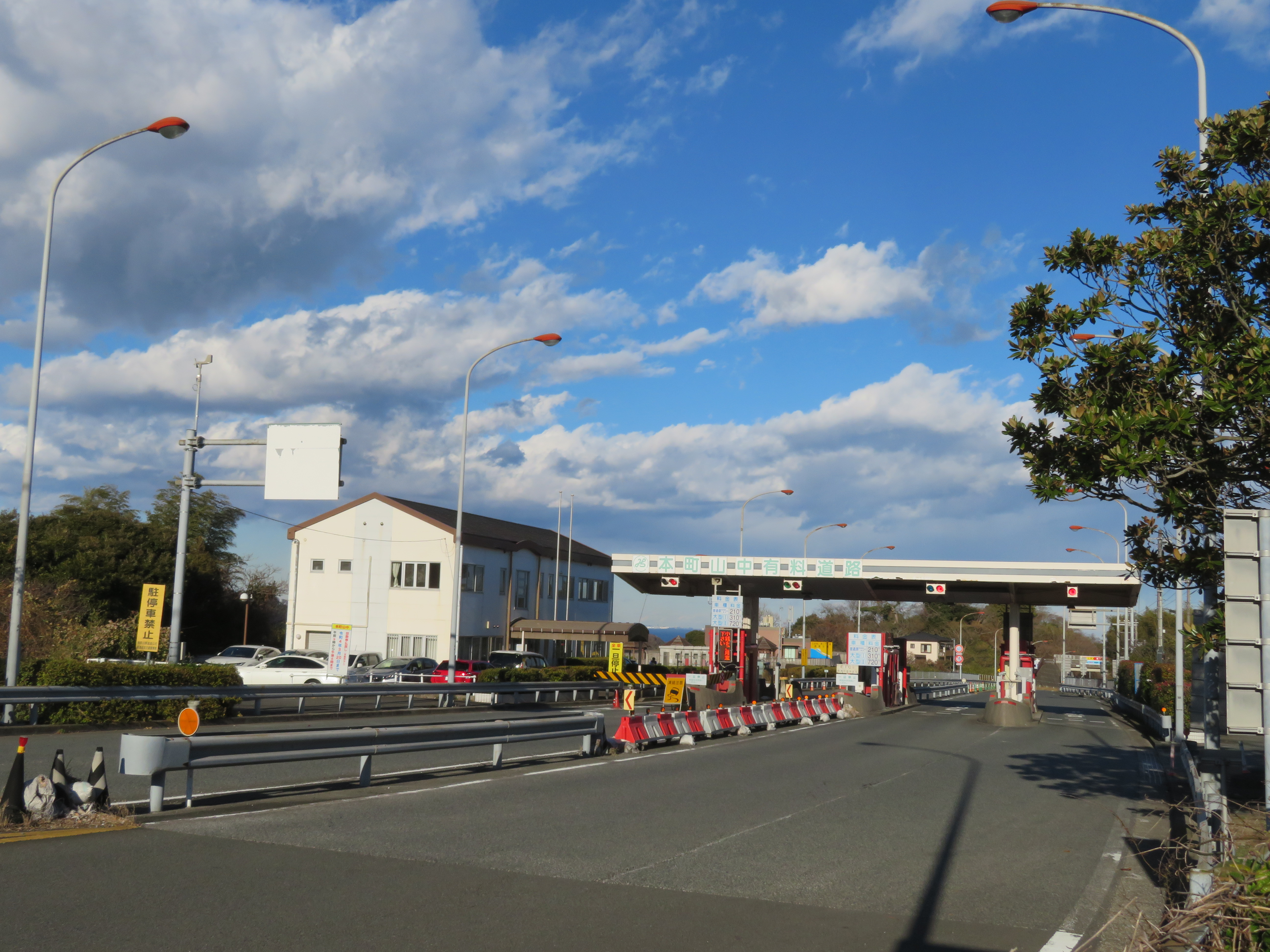
料金所付近

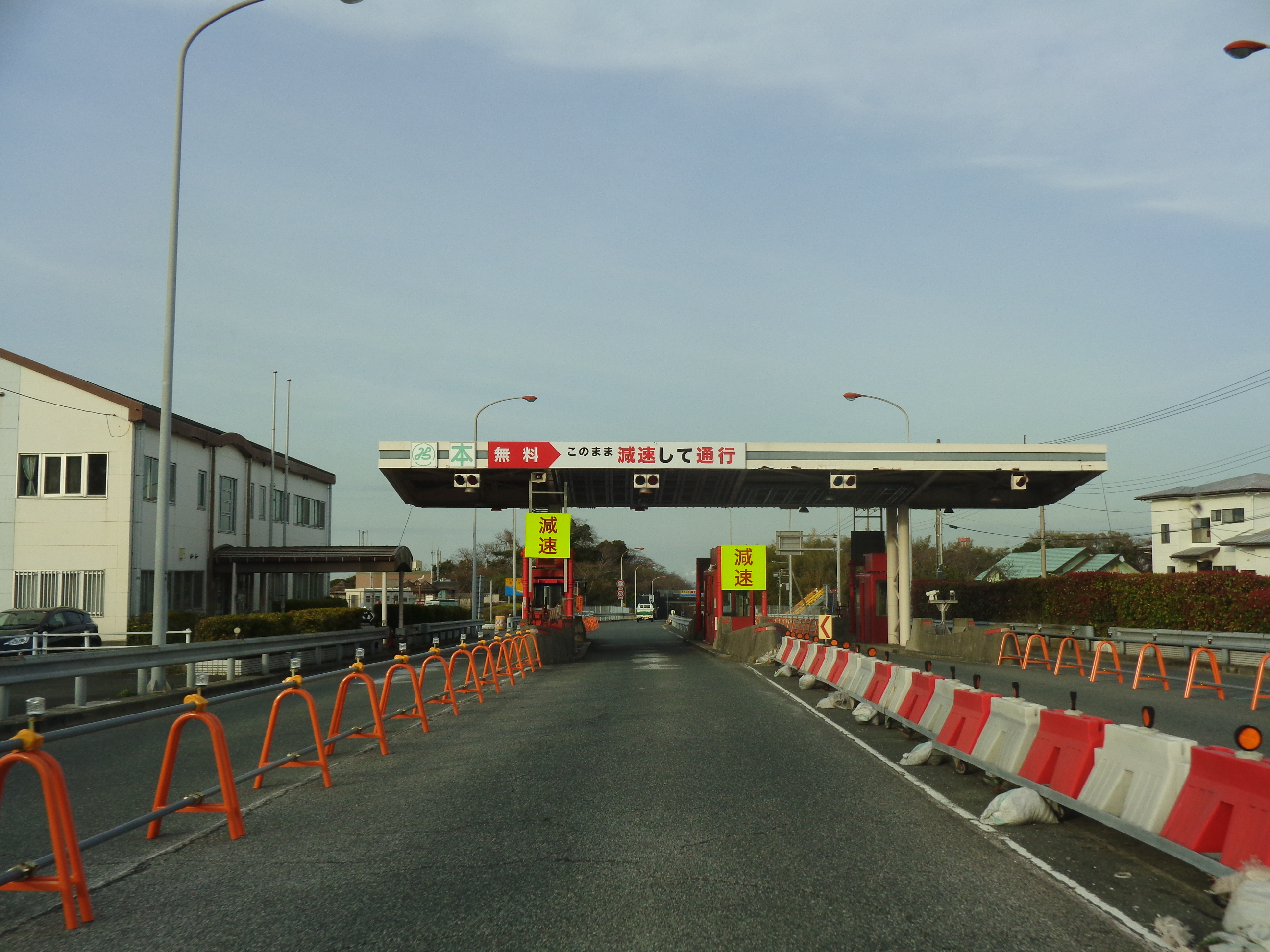
無料開放後の料金所(走行中車内の助手席より撮影)

- 距離：2.6 km（Google マップ）
- 起点：神奈川県横須賀市汐入町1丁目14 - 12
- 料金所（有料時代）：神奈川県横須賀市吉倉町2丁目24
- 終点：神奈川県横須賀市山中町104
- 車線数：2車線
- 最高速度：60 km/h

横須賀市街地（神奈川県道25号横須賀停車場線）から横浜横須賀道路の横須賀ICへのアクセス道路としての機能を持っている。

## 歴史
- 1992年（平成4年）3月21日 : 全線開通。
- 2022年（令和4年）3月21日 : 料金徴収期間が満了となり無料開放、神奈川県に移管[1][2]。

## 路線状況

### 道路施設
- 塚山トンネル

### 有料道路時代の料金
- 普通車 : 210円
- 大型車(Ⅰ) : 310円
- 大型車(Ⅱ) : 720円

なお、料金所の前後には抜け道と呼ばれる料金所関係者向けの道が一般道と常時開放されており、料金所→横須賀IC、料金所→国道16号に限っては無料で通行できた。